# Zoogz Rift
Zoogz Rift (* 10. Juli 1953 in Paterson, New Jersey als Robert Pawlikowski; † 22. März 2011) war ein US-amerikanischer Musiker (Gesang, Gitarre), Maler und professioneller Wrestling-Promoter.

## Biografie

### Musikalische Karriere
Die Trouser Press bezeichnet Zoogz Rift als „bilderstürmerisches Original“, als „sowohl einfallsreich und anregend als auch irritierend und beißend ..., einen Reaktionär, dessen Paranoia allzu oft vom experimentellen Pep und exotischen Charme seiner Musik ablenkte“. Dies wird erklärt mit seinen intellektuellen Haupteinflüssen: künstlerisch Salvador Dalí und literarisch Ayn Rand. Musikalisch wird der Gitarrist/Sänger oft mit Captain Beefheart und Frank Zappa verglichen. Während er Zappa auf seinen frühen Aufnahmen noch nacheiferte, tat er sich in den letzten Jahren durch ein überaus produktives Arbeiten auf seinem eigenen künstlerischen Feld hervor.
Richard Gehr schreibt im SPIN Magazine, dass Rift bis zum 1985er Album Interim Resurgence eine völlige Verwandlung vom „Zappa Speichellecker“ zur ureigenen „conceptual continuity“ (Zappa-Idiom für „eigenes, zusammenhängendes Konzept“) durchlaufen habe.
Sein erstes Album Idiots on the Miniature Golf Course (das Don Van Vliet gewidmet war) veröffentlichte er 1979 bei Snout Records. Hierbei startete die langjährige Zusammenarbeit mit Richie Häss, John Trubee (auch Mitglied von Ugly Janitors of America) und dem Slide-Gitarristen Scott Colby. Bis zum Album Torment (1989) arbeitete er mit dem Label SST Records zusammen, danach wechselte er zu Trigon und dem deutschen Label Musical Tragedies.
Das Keyboard Magazine beschrieb in einer Sonderausgabe Experimental Music Rifts Album Island of Living Puke (1986) (u. a. mit Henry Kaiser) als „Momente von überragendem Free-Form-Rock, eingebettet in penibel obszöne Unterbrechungen“.
Sein letztes offizielles Album Born in the Wrong Universe (2001) wurde von Arthur Barrow produziert, der auch Keyboards und Sitar spielte.

### Wrestling-Karriere
Ab 1985 deutete Zoogz Rift seine Pläne an, ins professionelle Wrestling einzusteigen. Er wurde 1993 von der UWF (Universal Wrestling Federation) gebucht, gab aber im März 1994 die Promotion auf, um im Mai 1995 zurückzukehren, und neben Herb Abrams Vize-Präsident der UWF zu werden. Nach Abrams’ Tod 1996 wurde die UWF aufgelöst und Rift stand ohne Job da. Er begann, eine Online-Wrestling-Show zu veranstalten (Puke-A-Mania), die wöchentliche WWE- und TNA-Promotions bewertete, während Zoogz Rift Einblick in Wrestlingthemen gab. Während seiner Tiraden in der Show rührte er kräftig die Werbetrommel für den früheren WWF-Superstar Warlord und tat seine Faszination für ein mögliches Training mit dem damals 60-jährigen Vince McMahon kund, um aus ihm einen Profi-Wrestler zu machen. Er behauptete, er könne aufgrund seiner langjährigen Erfahrung im Wrestling mit der Technik des Golden Crab jedermann trainieren, wie in der Episode #3 von Puke-A-Mania berichtet wurde.

### Tod
Zoogz Rift starb am 22. März 2011 im Alter von 57 Jahren aufgrund schwerer Komplikationen an Diabetes, gegen die er weit über ein Jahrzehnt gekämpft hatte.

## Diskografie
Studioalben
- With No Apparent Reason (1976)
- Idiots on the Miniature Golf Course (1979)
- Amputees in Limbo (1982)
- Music Sucks (1982)
- Can You Smell My Genitals From Where You're Standing? (1983)
- None of Your Damn Business! (1983)
- The Diseased Confessions of Moamo Milkman (1984)
- Ipecac (1984)
- Interim Resurgence (1985)
- Island of Living Puke (1986)
- Water (1987)
- Water II: At Safe Distance (1987)
- Son of Puke (1987)
- Nonentity (Water III: Fan Black Dada) (1988)
- Murdering Hell's Happy Cretins (1988)
- Torment (1989)
- War Zone (1990)
- Nutritionally Sound (1991)
- Villagers (1992)
- 5 Billion Pinheads Can't Be Wrong (1996)
- School of the Criminally Insane (1999)
- Born in the Wrong Universe (2001)

Kompilationen
- Kiss My Bleeding Dork (1984)
- Looser Than Clams... A Historical Retrospective (1986)
- This Is the Music Your Parents Warned You About, Vol. 1 (1995)
- This Is the Music Your Parents Warned You About, Vol. 2 (1995)
- This Is the Music Your Parents Warned You About, Vol. 3 (1996)
- Sunken Treasures: The Very Best of Zoogz Rift (2000)
- Demons Are Stabbing Me With Pitchforks (2000)
- Dada Is Surrealism With a Sinister Agenda (2002)